# (13040) 1990 OB4
A (13040) 1990 OB4 a Naprendszer kisbolygóövében található aszteroida. Henry E. Holt fedezte fel 1990. július 29-én.

## Kapcsolódó szócikk
- Kisbolygók listája (13001–13500)